# Sobrado del Obispo
Sobrado del Obispo (llamada oficialmente Santa María de Sobrado do Bispo) es una parroquia y un lugar español del municipio de Barbadanes, en la provincia de Orense, Galicia.

## Toponimia
La parroquia también es conocida por el nombre de Santa María de Sobrado del Obispo.

## Organización territorial
La parroquia está formada por una entidad de población:
- Sobrado do Bispo

## Demografía
Gráfica demográfica del lugar y parroquia de Sobrado del Obispo según el INE español:
| Gráfica de evolución demográfica de Sobrado del Obispo entre 2000 y 2022 |
|                                                                          |
| Datos según el nomenclátor publicado por el INE.                         |